# Linkwater
Linkwater est une localité de la région de Marlborough, située dans l’Île du Sud de la Nouvelle-Zélande.

## Accès
La "Queen Charlotte Drive", la route directe entre la ville d’Havelock à l’ouest et celle de Picton vers l’est, passe à travers la ville de Linkwater.
Le détroit de Kenepuru Sound s’étend vers le nord et le nord-est , .

## Histoire
La ville de Linkwater débuta comme une ville de scierie en 1861 du fait de son siége dans une zone riche en arbres de type  kahikatea et de sa proximité avec le Marlborough Sounds.
Quand de l’or fut découvert en 1864 au niveau de  « Hall's Creek », la ville s’est développée avec la présence de 3 hôtels ouverts simultanément.
La ruée vers l’or entraîna la fondation de la ville de 'Cullensville' a quelques km vers le sud de Linkwater, mais maintenant: 'Cullensville' ne reste plus que comme une ville fantôme  bien que l'or ait disparu dès 1867.
La dernière scierie a fermé à la fin des années 1870.
Les fermes d'élevage laitier devinrent l’activité principale du secteur.
La laiterie « Linkwater Co-operative Dairy Factory» fut établie en 1911 et produisit du lait, de la crème et du fromage jusqu’en 1953.
L’élevage laitier est toujours le composant principal de l’économie, mais l’élevage des cerfs et l’exploitation forestière est aussi des activités importantes .

## Éducation
L’école de « Linkwater School» est une école mixte, assurant complètement le primaire, allant de l’année 1 à 8, avec un  taux de décile de 8 et un effectif de 44 élèves .
En 2007, l’école a célébré sont 100 é anniversaire d’enseignement à Linkwater et pour le secteur environnant .